# Nicolae M. Manolescu
Nicolae M. Manolescu (n. 21 iulie 1936, Strunga, Iași) este un medic veterinar român, membru corespondent (1992) al Academiei Române.